# Purmer-Noord

Locatie Purmer-Noord in Purmerend

Purmer-Noord is een wijk in de gemeente Purmerend. De Purmer-Noord werd gebouwd in de jaren tachtig.

## Geschiedenis
De Purmer is een polder die sinds 1622 geen meer meer is. De polder is verdeeld in drie delen. De helft was voor Purmerend, een kwart voor de gemeente Edam-Volendam en het overgebleven kwart was voor de gemeente Waterland. Eind jaren zeventig kwam de gemeente Purmerend met het idee om in haar deel van de Purmer twee wijken te bouwen. Hier waren veel boeren op tegen, want die zouden hierdoor land kwijtraken.
Purmer-Noord is de noordelijke wijk in de Purmer, wat de benaming ook al aangeeft. In Purmer-Noord zijn twee parken: het Leeghwaterpark en Park de Uitvlught. Ook is er een winkelcentrum in de wijk, Het Gildeplein. In 2005 werd in het Leeghwaterpark zwembad Het Leeghwaterbad aangelegd. Het Leeghwaterbad werd in 2014 uitgeroepen tot zwembad van het jaar. Het zwembad en het park zijn vernoemd naar waterbouwkundige Jan Leeghwater, bekend van zijn betrokkenheid bij diverse droogmakerijen, waaronder die van de Purmer zelf.

## Buurten
Purmer-Noord bestaat uit zes buurten: Overlanderstraat, Werktuigenbuurt, Maten- en Zuivelbuurt, Graeffweg, bedrijventerrein Baanstee en het recreatiegebied annex golfterrein. Het bedrijventerrein de Baanstee is het grootste industrieterrein van Purmerend. De Baanstee bestaat uit Baanstee-West (ongeveer 50 hectare), Baanstee-Oost (ongeveer 49 hectare) en Baanstee-Noord (63,4 hectare).
Op de bouw van Baanstee-Noord is veel kritiek geweest. Tegenstanders vonden de aanleg van het terrein onnodig, omdat er waarschijnlijk te weinig vraag naar zou zijn, gezien de leegstand op andere bedrijventerreinen in Purmerend. Tevens betreurden zij het dat met dit terrein het laatste stuk natuur in de gemeente verloren zou gaan. Voorstanders van Baanstee-Noord gaven als reden dat het bedrijventerrein nodig was om de groei van de economie in de regio te bevorderen. Enkele bedrijven zijn reeds gevestigd, verdere ontwikkeling is stopgezet.
Na jaren van juridische procedures gaf de Raad van State in 2010 toestemming voor de bouw van Baanstee-Noord.
In het noordwesten grenst Purmer-Noord aan Kwadijk. In het noorden grenst de wijk aan Middelie. Kwadijk en Middelie zijn beide dorpen en vallen onder de gemeente Edam-Volendam. Het oosten van Purmer-Noord grenst aan de buurtschap Purmerbuurt. In het zuiden ligt de Purmerendse wijk Purmer-Zuid, in het zuidwesten de wijk De Gors en in het westen de wijken Wheermolen en Overwhere.

## Ligging
Purmer-Noord wordt ten westen en noorden begrensd door de Purmerringvaart en ten zuiden door de IJsselmeerlaan.